# Henry Barraud
Pour les articles homonymes, voir Barraud.
Henry Barraud est un compositeur français, né à Bordeaux le 23 avril 1900 et mort à Saint-Maurice (Val-de-Marne) le 28 décembre 1997.

## Biographie
Il commence ses études à Bordeaux avec Fernand Vaubourgoin. En 1927, il est renvoyé du Conservatoire de musique et de déclamation, où il suit les classes d'orchestration de Louis Aubert, de composition de Paul Dukas et de contrepoint et fugue de Georges Caussade, pour avoir refusé de suivre des méthodes « orthodoxes ».
Chargé de mission à la direction des Beaux-Arts, il joue un rôle important avec Pierre-Octave Ferroud, Emmanuel Bondeville et Jean Rivier dans la constitution de la société musicale Triton qui a vocation à faire connaître la musique contemporaine. Il est également critique musical au quotidien Le Journal en 1937.
Après la libération de Paris en 1944, il est nommé directeur musical de la Radiodiffusion française. Il fonde la maîtrise de Radio France en 1946 avec le concours de Maurice David, inspecteur général de l'enseignement musical de Paris. La direction en est confiée à Marcel Couraud. En 1948, il devient directeur de la chaîne nationale RTF puis de l'ORTF, poste qu'il conserve jusqu'à sa retraite en 1965.
Il reçoit le Grand Prix national de la musique en 1969. Son épouse est décédée en 2000.
Il a longtemps vécu dans un atelier d un immeuble 20 rue Jean Daudin à Paris 15eme

## Œuvres
Le compositeur cherchant à définir ses œuvres, s'exprime ainsi dans le Journal musical français du 27 octobre 1956 : « Ma musique est avant tout d'ordre expressif. À mes yeux, seule compte l'intensité expressive. Mon œuvre a une base harmonique très importante et n'est nullement d'essence contrapuntique comme on l'a cru ; je pense très mélodiquement et mes thèmes apparaissent à l'état pur. Ma musique est chargée d'émotion et je cherche toujours à aller au bout de ce que j'ai à dire ; si ma musique a une chance de vivre, c'est à cela seul qu'elle le devra. »
Henry Barraud n'a rien conservé de la musique écrite avant ses trente-deux ans.

### Musique instrumentale

#### Musique symphonique
- Finale (1931)
- Poème pour grand orchestre (1932) (création sous la direction de Pierre Monteux en 1934)
- Concerto pour piano et orchestre (1939)
- Offrande à une ombre (1942), pour orchestre, à la mémoire de Maurice Jaubert
- Symphonie de Numance (Symphonie no 1) (1950)
- Symphonie no 2 pour orchestre à cordes (1956)
- Symphonie no 3 (1957)
- Rapsodie cartésienne (1959)
- Rapsodie dionysienne (1961)
- Symphonie concertante (1966), pour trompette et orchestre
- Trois études pour orchestre  (1967)
- Une saison en enfer (1969) d'après Arthur Rimbaud
- Alceste (1977), musique de scène

#### Ballets
- La Kermesse (1943)
- L'Astrologue dans le puits (1948)

#### Musique de chambre
- Trio (1935), pour hautbois, clarinette, basson
- Suite pour une comédie de Musset (1936), pour orchestre de chambre
- Quatuor à cordes (1940)
- Dix impromptus pour piano (1941)
- Sonatine pour violon et piano (1941)
- Musique pour petites mains (1949), pour piano
- Concertino pour piano, flûte, clarinette, cor, basson et orchestre de chambre (1953)
- Divertimento (1962)
- Concerto pour flûte et orchestre à cordes (1963)
- Variations à treize (1969) pour petit orchestre de 13 instruments
- Concert pour cordes (1971)
- Deux préludes pour piano (1974)
- Quatuor (1975), pour saxophones

### Musique vocale

#### Opéras
- La Farce de maître Pathelin (1938), opéra-comique
- Numance (1955), tragédie lyrique, livret de Salavador de Madariaga d'après Cervantès
- Lavinia (1958), opéra-comique
- Le Roi Gordogane (1975), opéra de chambre
- Tête d’or (1980), tragédie lyrique d’après Paul Claudel

#### Musique chorale
- Deux chœurs avec orchestre : Chanson villageoise et La Ronde des trois filles vaniteuses (1928)
- Le Feu (1937, cantate pour chœur et orchestre
- Noël, pour deux voix d'enfants et ténor a cappella, sur un vieux poème bourguignon
- Te Deum (1955) création au Festival de Venise, 1956
- Le Testament de François Villon (1945), cantate pour ténor, piano et chœur a cappella
- Le Mystère des Saints Innocents (1946), oratorio pour chœur, baryton, récitant et orchestre d’après Charles Péguy
- Pange lingua, motet pour soprano, baryton, chœur et orchestre, en hommage a Rameau (1964)
- La Divine Comédie (1973), cantate d’après Dante

#### Mélodies
- Quatre poèmes de Lanza del Vasto (1945)
- Chansons de Gramadoch (1945), sur des poèmes de Victor Hugo
- Trois lettres de madame de Sévigné (1957)
- Huit chantefables pour les enfants sages, sur des poèmes de Robert Desnos (1961)

### Écrits
- La France et la musique occidentale, coll. Pour la musique, NRF-Gallimard, 1956
- Pour comprendre la musique d'aujourd'hui, Le Seuil, 1968
- Hector Berlioz : sa vie, ses œuvres, texte pour un livre-disque Adès/Le Petit Ménestrel, 1969
- Johannes Brahms : sa vie, ses œuvres, texte pour un livre-disque Adès/Le Petit Ménestrel, 1975
- Les cinq grands opéras : Don Juan, Boris Godounov, Tristan et Isolde, Pelléas et Mélisande, Wozzeck. Paris, Le Seuil, 1972.  (ISBN 2-02-002058-0)
- Hector Berlioz, Paris, Fayard, coll. « Les Indispensables de la musique », 1999 (1re éd. 1979), 506 p. (ISBN 2-213-02415-4, OCLC 728069264, BNF 35061329)

## Discographie
- Johannes Brahms : sa vie, ses œuvres, Michel Vitold (récitant) - Adès/Le Petit Ménestrel, 1975
- Hector Berlioz : sa vie, ses œuvres, Jean-Louis Barrault  (récitant), Gaëtan Jor, Jacques Fayet - Adès/Le Petit Ménestrel, 1969
- La Divine Comédie, Jocelyne Chamonin, Anna Ringart, Lorin Maazel (dir.) - coll. Musique Française d'Aujourd'hui, Adès, 1980
- Une saison en enfer, Orchestre philharmonique de l'ORTF, André Girard (dir.) - Radio France, 1984
- 3e Symphonie, Orchestre national de la RTF, Charles Munch (dir.) - Musidisc/Accord
- Trois études pour orchestre, Rapsodie dionysienne, Concerto pour flûte et orchestre, Jean-Pierre Rampal, Orchestre philharmonique de l'ORTF, André Girard (dir.) - Erato
- Le Mystère des Saints  Innocents, Jan Doat (récitant), Jean Giraudeau, Michel Roux, Chœurs de la RTF, orchestre du Théâtre national de l'Opéra, Charles Bruck (dir.) - Véga, 1958
- Le Mystère des Saints  Innocents, Chorale Yvonne Gouverné, Orchestre des concerts Lamoureux, Paul Kletzki (dir.) - Columia, 1951

## Décorations
- Commandeur de l'ordre des Arts et des Lettres Il est fait commandeur lors de la promotion du 11 décembre 1997[2].